# ミゲル・アンヘル・フェレール
ミスタ（Mista）こと、ミゲル・アンヘル・フェレール・マルティネス（Miguel Ángel Ferrer Martínez, 1978年11月12日 - ）は、スペイン・ムルシア地方カラバカ・デ・ラ・クルス出身の元サッカー選手。ポジションはFWで左利きの大型ストライカーであった。

## 経歴
レアル・マドリードのカンテラ出身。ラファエル・ベニテスが指揮をとるCDテネリフェ在籍時に才能が開花した。2001年に同監督が指揮をとるバレンシアCFに引き抜かれる。2003-04シーズンにはロナウドに次ぐ19ゴールを挙げ、リーガ制覇に貢献した。2005年にはスペイン代表にも選出された。
しかしながら、2005-06シーズンからはダビド・ビジャの活躍によりベンチを温める機会が多くなり、2006年にアトレティコ・マドリードに移籍した。アトレティコでは2シーズン通算3得点しか挙げることができず、2008年に自由契約となった後、デポルティーボ・ラ・コルーニャに移籍した。2010年、スペイン人として初の特別指定選手(Designated Player)としてメジャーリーグサッカーのトロントFCに移籍した。2010年12月にトロントFCを退団。2011年8月に現役を引退した。

## タイトル
クラブ
バレンシアCF
- リーガ・エスパニョーラ 2001-02, 2003-04
- UEFAカップ 2003-04
- UEFAスーパーカップ 2004